# اندر مارتین
اندر مارتین (انگلیسی: Ander Martín؛ زادهٔ ۱۶ نوامبر ۲۰۰۰) بازیکن فوتبال اهل اسپانیا است که در پست وینگر راست برای بورگوس سی‌اف بازی می‌کند.